# Isländischer Fußballpokal der Männer 1988
Der isländische Fußballpokal 1988 war die 29. Austragung des isländischen Pokalwettbewerbs der Männer. Pokalsieger wurde Valur Reykjavík. Das Team setzte sich im Finale am 27. August 1988 im Laugardalsvöllur von Reykjavík gegen ÍB Keflavík durch. Valur qualifizierte sich damit für den Europapokal der Pokalsieger.
Titelverteidiger Fram Reykjavík schied im Viertelfinale gegen den späteren Sieger aus.

## Modus
Die Begegnungen wurden in einem Spiel ausgetragen. In den ersten drei Runden nahmen Vereine ab der zweiten Liga abwärts teil. Die Mannschaften aus der ersten Liga starteten im Achtelfinale. Bei unentschiedenem Ausgang wurde das Spiel zunächst verlängert und gegebenenfalls durch Elfmeterschießen entschieden.

## 1. Runde
| Datum      |                         | Ergebnis              |                       |
| ---------- | ----------------------- | --------------------- | --------------------- |
| 31.05.1988 | Hamar Hveragerði        | 4:3                   | ÍF Grótta             |
| 31.05.1988 | Hvöt Blönduós           | 1:3                   | Magni Grenivík        |
| 31.05.1988 | Víðir Garði             | 4:0                   | Ármann Reykjavík      |
| 31.05.1988 | UMF Selfoss             | 7:1                   | Haukar Hafnarfjörður  |
| 31.05.1988 | UMF Einherji            | 4:2                   | Huginn Seyðisfjörður  |
| 31.05.1988 | UMF Grindavík           | 2:0                   | Breiðablik Kópavogur  |
| 31.05.1988 | Reynir Sandgerði        | 4:2                   | IK Kópavogur          |
| 31.05.1988 | UMF Sindri Höfn         | kampflos              | Austri Eskifjörður    |
| 31.05.1988 | UMF Afturelding         | 0:0 n. V. (3:5 i. E.) | ÍBV Vestmannaeyja     |
| 01.06.1988 | þróttur Norðfjörður     | 3:2                   | Vikverji Reykjavík    |
| 01.06.1988 | UMF Tindastóll          | 5:0                   | UMFS Dalvík           |
| 01.06.1988 | Ernir Ísafjörður        | 0:6                   | ÍR Reykjavik          |
| 01.06.1988 | Valur Reyðarfjörður     | 2:1                   | Höttur Egilsstaðir    |
| 01.06.1988 | Hvatberar Seltjarnarnes | 0:5                   | þróttur Reykjavík     |
| 01.06.1988 | Léttir Reykjavík        | 0:3                   | Hafnir Keflavík       |
| 01.06.1988 | Ægir þorlákshöfn        | 2:1                   | Fyrirtak Garðabær     |
| 01.06.1988 | þróttur Norðfjörður     | 2:0                   | KSH Stöðvarfjörður    |
| 01.06.1988 | ÍB Ísafjörður           | 2:0                   | UMF Stjarnan          |
| 01.06.1988 | Árvakur Reykjavík       | 2:1                   | Skotfélag Reykjavík   |
| 01.06.1988 | Augnablik Kópavogur     | 2:0                   | UMF Víkingur          |
| 01.06.1988 | Leiknir Reykjavík       | 1:1 n. V. (2:4 i. E.) | FH Hafnarfjörður      |
| 01.06.1988 | Fylkir Reykjavík        | 6:2                   | Snæfell Stykkishólmur |

## 2. Runde
| Datum      |                     | Ergebnis |                     |
| ---------- | ------------------- | -------- | ------------------- |
| 12.06.1988 | Árvakur Reykjavík   | 2:0      | Hafnir Keflavík     |
| 12.06.1988 | Augnablik Kópavogur | 3:8      | ÍBV Vestmannaeyja   |
| 13.06.1988 | FH Hafnarfjörður    | 4:0      | ÍR Reykjavik        |
| 13.06.1988 | UMF Selfoss         | 2:1      | Víðir Garði         |
| 13.06.1988 | ÍB Ísafjörður       | 3:1      | Hamar Hveragerði    |
| 13.06.1988 | UMF Grindavík       | 11:00    | Ægir þorlákshöfn    |
| 13.06.1988 | Valur Reyðarfjörður | 0:1      | þróttur Norðfjörður |
| 13.06.1988 | UMF Sindri Höfn     | 0:3      | UMF Einherji        |
| 13.06.1988 | UMF Tindastóll      | 4:2      | KS Siglufjarðar     |
| 13.06.1988 | þróttur Reykjavík   | 3:1      | UMF Njarðvík        |
| 16.06.1988 | Reynir Sandgerði    | 2:1      | Fylkir Reykjavík    |
| 16.06.1988 | Magni Grenivík      | 3:0      | UMS Eyjafjarðar     |

## 3. Runde
| Datum      |                     | Ergebnis              |                   |
| ---------- | ------------------- | --------------------- | ----------------- |
| 29.06.1988 | þróttur Norðfjörður | 2:5                   | UMF Einherji      |
| 29.06.1988 | UMF Selfoss         | 6:1                   | Árvakur Reykjavík |
| 29.06.1988 | FH Hafnarfjörður    | 2:1 n. V.             | UMF Grindavík     |
| 29.06.1988 | UMF Tindastóll      | 2:1 n. V.             | Magni Grenivík    |
| 29.06.1988 | ÍBV Vestmannaeyja   | 4:1                   | ÍB Ísafjörður     |
| 29.06.1988 | Reynir Sandgerði    | 2:2 n. V. (3:2 i. E.) | þróttur Reykjavík |

## Achtelfinale
Teilnehmer: Die sechs Sieger der 3. Runde und die zehn Teams der 1. deild 1988.
| Datum      |                   | Ergebnis              |                      |
| ---------- | ----------------- | --------------------- | -------------------- |
| 05.07.1988 | ÍB Keflavík       | 0:0 n. V. (2:1 i. E.) | UMF Selfoss          |
| 05.07.1988 | UMF Einherji      | 0:6                   | Valur Reykjavík      |
| 05.07.1988 | UMF Tindastóll    | 4:3                   | KR Reykjavík         |
| 05.07.1988 | Reynir Sandgerði  | 0:5                   | FH Hafnarfjörður     |
| 05.07.1988 | ÍBV Vestmannaeyja | 1:2                   | Fram Reykjavík       |
| 05.07.1988 | Völsungur Húsavík | 1:3                   | Leiftur Ólafsfjörður |
| 05.07.1988 | ÍA Akranes        | 1:0                   | KA Akureyri          |
| 05.07.1988 | þór Akureyri      | 1:2                   | Víkingur Reykjavík   |

## Viertelfinale
| Datum      |                      | Ergebnis  |                    |
| ---------- | -------------------- | --------- | ------------------ |
| 20.07.1988 | Leiftur Ólafsfjörður | 3:0       | UMF Tindastóll     |
| 20.07.1988 | FH Hafnarfjörður     | 0:2       | Víkingur Reykjavík |
| 20.07.1988 | ÍA Akranes           | 0:1       | ÍB Keflavík        |
| 20.07.1988 | Valur Reykjavík      | 3:1 n. V. | Fram Reykjavík     |

## Halbfinale
| Datum      |                      | Ergebnis |                 |
| ---------- | -------------------- | -------- | --------------- |
| 10.08.1988 | Leiftur Ólafsfjörður | 0:1      | ÍB Keflavík     |
| 10.08.1988 | Víkingur Reykjavík   | 0:1      | Valur Reykjavík |

## Finale
| Paarung         | Valur Reykjavík – ÍB Keflavík |
| Ergebnis        | 1:0 (0:0) |
| Datum           | 27. August 1988 |
| Stadion         | Laugardalsvöllur, Reykjavík |
| Zuschauer       | 2.432 |
| Schiedsrichter  | Baldur Scheving |
| Tore            | 1:0 Guðmundur Baldursson (67.) |
| Valur Reykjavík | Guðmundur H. Baldursson, Guðni Bergsson, Sævar Jonsson, Atli Eðvaldsson, Guðmundur Baldursson, Magni Blondal Petursson, Ingvar Guðmundsson, Hilmar Sighvatsson, Valur Valsson, Jón Gretar Jónsson (65. þorgrimur þrainsson), Sigurjon Kristjansson. |
| ÍB Keflavík     | þorsteinn Bjarnason, Daniel Einarsson, Guðmundur Sighvatsson, Einar Asbjorn Olafsson, Arni Vilhjalmsson, Sigurður Bjorgvinsson, Gestur Gylfason, Jón Sveinsson, Gretar Einarsson, Ragnar Margeirsson (44. Kjartan Einarsson), Oli þor Magnusson.    |